# Капанема (микрорегион)

Капанема на карте.

Капанема (порт. Microrregião de Capanema) — микрорегион в Бразилии. входит в штат Парана. Составная часть мезорегиона Юго-запад штата Парана. Население составляет 95 292 человека (на 2010 год). Площадь — 2317,750 км². Плотность населения — 41,11 чел./км².

## Демография
Согласно сведениям, собранным в ходе переписи 2010 г. Национальным институтом географии и статистики (IBGE), население микрорегиона составляет:						
| Полное население                             | Полное население                             | Полное население                             | Полное население                             | 95 292 |
| -------------------------------------------- | -------------------------------------------- | -------------------------------------------- | -------------------------------------------- | ------ |
| в том числе:                                 | Городское население                          | 57 525                                       | Процент городского населения, %              | 60,37  |
|                                              | Сельское население                           | 37 767                                       | Процент сельского населения, %               | 39,63  |
|                                              | Мужское население                            | 47 462                                       | Процент мужского населения, %                | 49,81  |
|                                              | Женское население                            | 47 830                                       | Процент женского населения, %                | 50,19  |
| Плотность населения, чел/км²                 | Плотность населения, чел/км²                 | Плотность населения, чел/км²                 | Плотность населения, чел/км²                 | 41,11  |
| Население микрорегиона в % к населению штата | Население микрорегиона в % к населению штата | Население микрорегиона в % к населению штата | Население микрорегиона в % к населению штата | 0,91   |

## Статистика
- Валовой внутренний продукт на 2003 год составляет 837 460 891,00 реалов (данные: Бразильский институт географии и статистики).
- Валовой внутренний продукт на душу населения на 2003 год составляет 9072,65 реалов (данные: Бразильский институт географии и статистики).
- Индекс развития человеческого потенциала на 2000 год составляет 0,781 (данные: Программа развития ООН).

## Состав микрорегиона
В составе микрорегиона включены следующие муниципалитеты:
1. Ампери;
2. Бела-Виста-да-Кароба;
3. Капанема;
4. Планалту;
5. Праншита;
6. Перола-д’Уэсти;
7. Реалеза;
8. Санта-Изабел-ду-Уэсти.